# Драча (Телеорман)
Драча (рум. Dracea) насеље је у Румунији у округу Телеорман у општини Драча. Oпштина се налази на надморској висини од 38 m.

## Становништво
Према подацима из 2002. године у насељу је живело 1466 становника.

### Попис2002.
| Расподела становништва по националности 2002.‍ | Расподела становништва по националности 2002.‍ | Расподела становништва по националности 2002.‍ | Расподела становништва по националности 2002.‍ | Расподела становништва по националности 2002.‍ |
| --------------------------------------------- | --------------------------------------------- | --------------------------------------------- | --------------------------------------------- | --------------------------------------------- |
|                                               |                                               |                                               |                                               |                                               |
| Румуни                                        | Румуни                                        |                                               | 1.180                                         | 80,5%                                         |
| Роми                                          | Роми                                          |                                               | 286                                           | 19,5%                                         |